# Mortal Kombat (film 2021)
Mortal Kombat è un film del 2021 co-prodotto e  diretto da Simon McQuoid, al suo debutto alla regia.
È basato sull'omonimo franchise di videogiochi creato da Ed Boon e John Tobias, ed è un reboot della serie cinematografica di Mortal Kombat.

## Trama
Nel Giappone del XVII secolo, gli assassini di Lin Kuei guidati dallo spietato Bi-Han inscenano un attacco per massacrare i guerrieri del clan ninja rivale Shirai Ryu guidato da Hanzo Hasashi, inclusi la moglie e il figlio di Hanzo. Hanzo uccide gli aggressori prima di essere ucciso da Bi-Han, con il risultato che la sua anima viene condannata all'Inferno. Lord Raiden, il dio del tuono, arriva e porta in salvo la figlia neonata sopravvissuta di Hanzo.
Nel presente, il Regno Esterno ha sconfitto il regno della Terra in nove dei dieci tornei deathmatch conosciuti come Mortal Kombat; se la Terra perde il decimo torneo, le regole stabiliscono che potrà essere conquistata dal Regno Esterno. Tuttavia, un'antica profezia afferma che il "sangue di Hanzo Hasashi" unirà una nuova generazione di campioni della Terra per impedire la vittoria del Regno Esterno. Consapevole di ciò, lo stregone divoratore di anime Shang Tsung, che ha supervisionato le ultime nove vittorie, invia i suoi guerrieri più forti per uccidere i campioni della Terra, identificati da un segno distintivo a forma di drago, prima che inizi il prossimo torneo. Uno di questi campioni, un ex combattente professionista di MMA di nome Cole Young, viene attaccato insieme alla sua famiglia da Bi-Han, che ora si fa chiamare Sub-Zero. Tuttavia, il maggiore delle forze speciali Jackson "Jax" Briggs salva la famiglia, indirizzandoli a trovare la sua compagna, Sonya Blade, mentre lui rimane indietro per combattere Sub-Zero, ma quest'ultimo congela le braccia di Jax, le frantuma e lo lascia morire.
Cole rintraccia Sonya nel suo nascondiglio, dove sta interrogando un mercenario australiano prigioniero di nome Kano. Rivela che lei e Jax hanno indagato sull'esistenza del Mortal Kombat e che il marchio del drago può essere trasferito a chiunque uccida il portatore originale. Il nascondiglio viene attaccato dall'assassino rettile di Shang Tsung, Syzoth, ma un riluttante Kano lo uccide con l'aiuto di Cole e Sonya. Insieme si recano al tempio di Raiden e incontrano gli attuali campioni della Terra Liu Kang e Kung Lao prima di essere portati dallo stesso Raiden, che è critico nei confronti dei nuovi arrivati. Scoprono che Jax è vivo, poiché Raiden lo ha salvato e i medici gli hanno impiantato un set di braccia meccaniche. Shang Tsung attacca il tempio insieme a Sub-Zero e Mileena, ma Raiden erige uno scudo di elettricità per tenerli lontani. Mentre Sonya si allena e incoraggia Jax a combattere nonostante le sue condizioni, Cole e Kano vengono addestrati da Liu Kang e Kung Lao per sbloccare i loro arcana, un potere speciale unico per tutti i portatori del marchio del drago.
Durante una discussione con Kung Lao, Kano risveglia il suo arcana, l'abilità di sparare un laser dal suo occhio destro, mentre Cole non è in grado di svegliarlo nonostante la sua tenacia. Deluso dalla sua mancanza di progressi, Raiden, dopo avergli rivelato che è il discendente di Hanzo Hasashi, permette a Cole di tornare dalla sua famiglia. Shang Tsung riunisce Sub-Zero e i suoi compagni guerrieri: Mileena, Reiko, Nitara, Goro e Kabal, quest'ultimo un ex alleato di Kano, con l'intenzione di attaccare il tempio. Kabal convince Kano a disertare e sabotare lo scudo, permettendo ai guerrieri del Regno Esterno di entrare: Kung Lao combatte e smembra Nitara mentre Jax risveglia il suo arcana per salvare Sonya, ottenendo delle braccia meccaniche più potenti. Allo stesso tempo, Cole e la sua famiglia vengono attaccati da Goro. Quando la moglie e la figlia di Cole vengono minacciate dallo shokan, il suo potere si risveglia, dandogli un'armatura e un set di tonfa. Con il suo nuovo potere, Cole uccide Goro e aiuta a respingere l'attacco al tempio. Shang Tsung e Sub-Zero sono infuriati quando Raiden rivela la stirpe di Cole prima di teletrasportare la maggior parte dei combattenti del regno della Terra nel Vuoto, uno spazio sicuro tra i regni. Kung Lao, tuttavia, si sacrifica difendendo Cole da Sub-Zero con il risultato che Shang Tsung si prende la sua anima uccidendolo.
Dopo aver pianto per la morte di Kung Lao, Cole propone un piano per costringere i campioni del Regno Esterno a un combattimento singolo con i campioni della Terra prima di neutralizzare insieme Sub-Zero, costringendo a far svolgere il torneo che Shang Tsung ha cercato di impedire. Raiden è d'accordo, dando a Cole il kunai di Hanzo Hasashi prima di trasportare lui e i suoi alleati ai loro obiettivi. Liu Kang uccide Kabal, Jax uccide Reiko e Sonya uccide Kano e acquisisce il suo marchio e il suo arcana, l'abilità di sparare esplosioni di energia viola, sfruttandola per aiutare Cole a uccidere Mileena. Tuttavia, Sub-Zero appare, dopo aver rapito la famiglia di Cole per attirarlo in una lotta uno contro uno. Inizialmente sopraffatto, il sangue di Cole finisce sul kunai, evocando Hanzo Hasashi dall'Inferno nei panni dello spirito vendicativo Scorpion. Riconoscendo Cole come suo discendente, Scorpion lo aiuta a sopraffare Sub-Zero e a liberare la famiglia di Cole, dopo aver ucciso Sub-Zero bruciandolo col suo fuoco infernale. Scorpion ringrazia Cole per averlo liberato e gli chiede di prendersi cura della sua stirpe, poi se ne va, mentre Raiden e gli altri campioni arrivano.
Anche Shang Tsung arriva per giurare vendetta mentre manda i cadaveri dei suoi campioni nel Regno Esterno prima che Raiden lo bandisca. Raiden dichiara la sua intenzione di addestrare nuovi guerrieri in preparazione per il prossimo torneo e incarica i suoi attuali campioni di reclutarli. Con queste informazioni, Cole parte per Los Angeles alla ricerca dell'esperto di arti marziali e star di Hollywood che risponde al nome di Johnny Cage.

## Personaggi
- Cole Young, interpretato da Lewis Tan:[3] un combattente di strada che viene braccato da Sub-Zero.
- Liu Kang, interpretato da Ludi Lin: un monaco Shaolin dell'Accademia Wu Shi che partecipa al torneo su richiesta di Raiden.
- Hanzo Hasashi / Scorpion, interpretato da Hiroyuki Sanada: è uno spettro creato per vendetta dallo stregone del regno dell'inferno, Quan Chi.
- Bi-Han / Sub-Zero, interpretato da Joe Taslim:[4] è un ninja che appartiene al clan degli Assassini di Lin Kuei. È il fratello maggiore di Kuai Liang.
- Raiden, interpretato da Tadanobu Asano: è il Dio del tuono e il protettore del regno terrestre, è colui che organizza il torneo "Mortal Kombat".
- Kung Lao, interpretato da Max Huang: un monaco Shaolin dell'Accademia Wu Shi che indossa un cappello affilato. È un caro amico di Liu Kang.
- Sonya Blade, interpretata da Jessica McNamee: un soldato delle forze speciali al servizio di Jackson Briggs.
- Jackson "Jax" Briggs, interpretato da Mehcad Brooks: il comandante delle forze speciali degli Stati Uniti.
- Kano, interpretato da Josh Lawson: un trafficante d'armi australiano che gestisce l'organizzazione terroristica Black Dragon.
- Mileena, interpretata da Sisi Stringer:[5] una guerriera creata su richiesta dell'Imperatore Shao Kahn.
- Shang Tsung, interpretato da Chin Han: un anziano stregone che si nutre di anime per mantenersi giovane. È ospite del torneo Mortal Kombat.
- Reiko, interpretato da Nathan Jones: un generale spietato di Outworld.
- Nitara, interpretata da Elissa Cadwell:[6] una vampira che apparteneva al regno caduto di Vaeternus.
- Kabal, interpretato da Daniel Nelson:[7] un criminale, nonché il braccio destro di Kano.

## Produzione

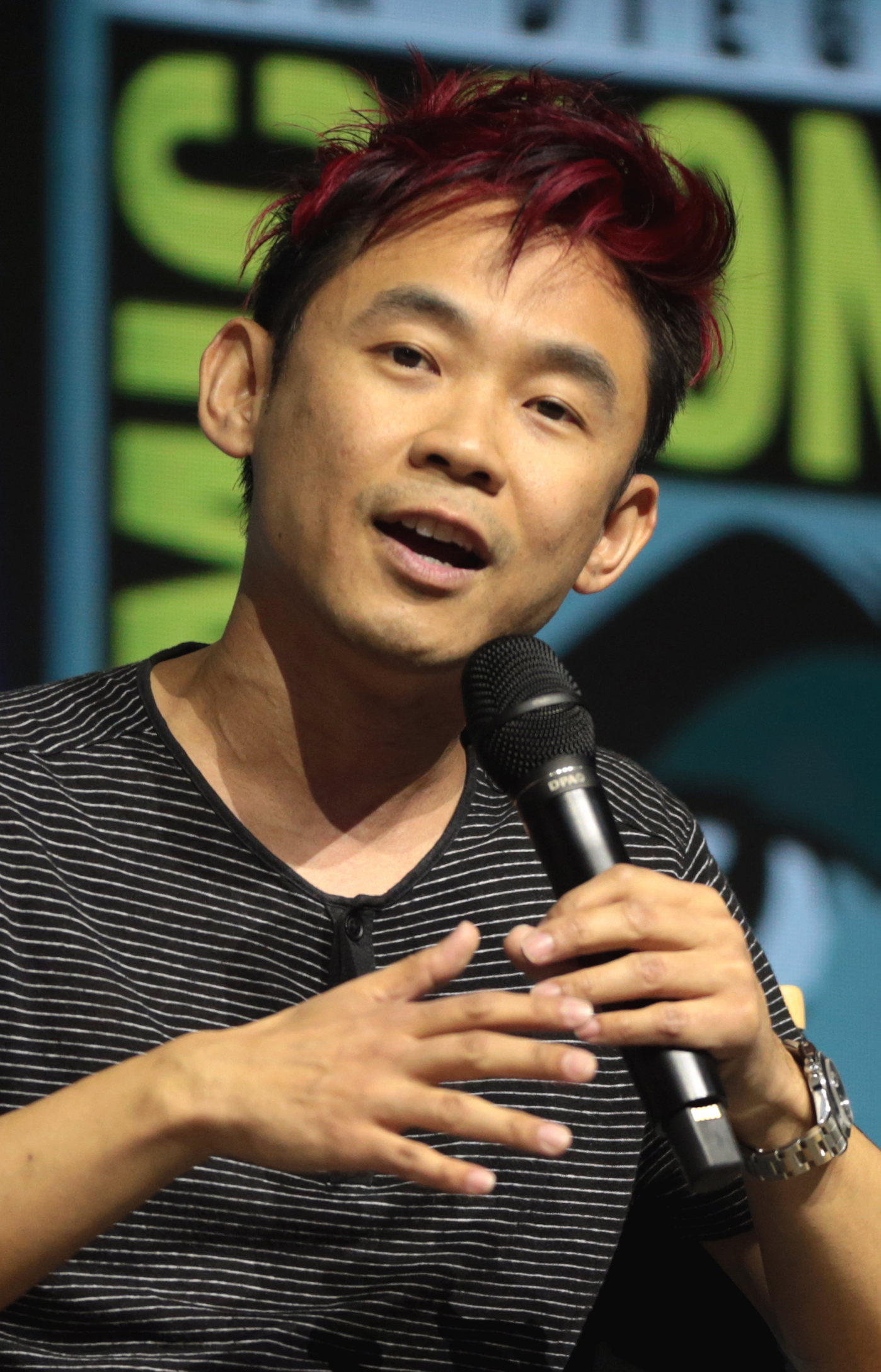
James Wan, produttore del film

### Pre-produzione
Nel 2010, il regista Kevin Tancharoen ha pubblicato un cortometraggio di otto minuti intitolato Mortal Kombat: Rebirth, prodotto per la Warner Bros. Pictures per un riavvio del franchise di Mortal Kombat. Nel settembre 2011, la New Line Cinema e la Warner Bros. hanno annunciato che proprio Tancharoen era stato assunto per dirigere un nuovo lungometraggio. Le riprese sarebbero dovuto iniziare nel marzo 2012 con un budget previsto che si aggirava tra i 40 e i 50 milioni di dollari e un'uscita fissata per il 2013. Tuttavia, il progetto alla fine, ha subito dei ritardi a causa di problemi legati al budget e perché nel mentre Tancharoen stava lavorando alla seconda stagione della webserie Mortal Kombat: Legacy; i problemi sono stati poi risolti alla fine del 2013.
James Wan ha firmato come produttore del film nell'agosto 2015. Simon McQuoid è stato assunto come regista nel novembre 2016 e Greg Russo come sceneggiatore. Russo ha twittato nel febbraio 2019 che la sceneggiatura del film era stata completata. Nel maggio dello stesso anno, è stato annunciato che il film era entrato in fase di pre-produzione e che le riprese si sarebbero svolte in Australia.

### Cast
Joe Taslim è stato il primo attore che è entrato a far parte del cast, nel luglio 2019, nel ruolo di Sub-Zero. Ad agosto, Mehcad Brooks, Tadanobu Asano, Sisi Stringer e Ludi Lin sono stati scelti rispettivamente per recitare nei ruoli di Jax, Raiden, Mileena e Liu Kang. Più tardi quel mese, anche Josh Lawson, Jessica McNamee, Chin Han e Hiroyuki Sanada, Lewis Tan si sono uniti al cast rispettivamente come Kano, Sonya Blade, Shang Tsung e Scorpion e Cole Young, un personaggio originale creato per il film. Il 16 settembre 2019 è stato reso noto che Max Huang era stato scelto per il ruolo di Kung Lao. Nei mesi seguenti si sono unite al cast anche Elissa Cadwel, nel ruolo di Nitara e Matilda Kimber.

### Riprese
Le riprese principali sono iniziate il 16 settembre 2019 si sono concluse il 13 dicembre dello stesso anno, si sono volte agli Adelaide Studios e in varie località dell'Australia meridionale.
Il film è stato girato con le macchine da presa digitali Arri Alexa e Mini LF e con una lente in formato anamorfico della Panavision.
Il budget della pellicola è stato di 55000000 $.

## Colonna sonora
La colonna sonora del film è stata composta da Benjamin Wallfisch. Nel marzo 2021, il regista Simon McQuoid ha dichiarato che Wallfisch aveva iniziato a lavorare alle composizioni giá prima di essere ufficialmente assunto e ha inoltre affermato che il film includerà una nuova versione del brano Techno Syndrome dei The Immortals.

## Promozione
Il 17 febbraio 2021 sono stati pubblicati una serie di poster sui personaggi del film. Il giorno seguente è stato pubblicato il trailer ufficiale, che è stato accolto positivamente sia dalla critica e sia dai fan, con un elogio particolare per le sequenze d'azione cruente e per la presenza di alcune scene del videogioco.
Successivamente è stato reso noto che il primo trailer del film era diventato il trailer vietato ai minori più visto di sempre, prima di venire superato da quello di The Suicide Squad - Missione suicida il mese successivo.

## Distribuzione

### Data di uscita
Il film è uscito in alcune sale cinematografiche internazionali l'8 aprile 2021, mentre in quelle statunitensi è stato distribuito dalla Warner Bros. e sulla piattaforma di streaming HBO Max a partire dal 23 aprile seguente. In Italia il film è stato trasmesso su Sky Cinema Uno il 30 maggio 2021 e lo stesso giorno è uscito sulla piattaforma di streaming Now.
Il film originariamente sarebbe dovuto uscire il 5 marzo 2021, data poi anticipata al 15 gennaio 2021, successivamente rimandata al 16 aprile e infine al 23 aprile 2021. Nel novembre 2020, il produttore Todd Garner ha confermato che il film sarebbe stato ritardato fino alla riapertura dei cinema a causa della pandemia di COVID-19. Come parte dei suoi piani per tutti i suoi film per il 2021, la Warner Bros. ha trasmesso il film contemporaneamente sul servizio HBO Max per un periodo di un mese, dopodiché il film è stato rimosso.
Alcune date di uscita internazionali del film nel corso del 2021 sono state:
- 8 aprile in Croazia, Corea del Sud,[51] Russia (Мортал Комбат),[52] Singapore,[53] Tailandia
- 9 aprile a Taiwan (快)[54] e in Vietnam[55]
- 15 aprile in Messico[56]
- 16 aprile in Spagna[56]
- 22 aprile in Colombia[56] e Paraguay[56]
- 23 aprile in Bulgaria, Canada,[57] Regno Unito,[58] India,[59] Paesi Bassi e Stati Uniti[60]
- 28 aprile in Islanda
- 30 aprile in Lituania (Žūtbūtinis mūšis)[61]
- 6 maggio in Germania[62]
- 13 maggio in Brasile[63]
- 20 maggio in Danimarca
- 30 maggio in Italia[N 1][45][46]
- 18 giugno in Giappone (モータルコンバット)[64]

### Divieti
Negli Stati Uniti il film ha ottenuto il rating restricted da parte della MPAA, perciò la visione del film è stata vietata ai minori di 17 anni non accompagnati da un adulto, a causa della presenza di molte scene violente e sanguinose e del linguaggio esplicito. In Vietnam, a Singapore, in Germania e nelle provincia dell'Ontario e della Columbia Britannica in Canada la visione è stata vietata ai minori di 18 anni.

## Accoglienza

### Incassi
Il film, realizzato con un budget di 55000000 $, l'8 aprile 2021 ha debuttato in 17 paesi su un totale di 4596 schermi, incassando durante il weekend di apertura circa 10700000 $, di cui 6,1 in Russia. Negli Stati Uniti durante il primo giorno di proiezione ha incassato circa 9 milioni di dollari, su un totale di 3073 sale.
La pellicola ha incassato globalmente 83726031 $, di cui 42326031 negli Stati Uniti e in Canada, e 41400000 nel resto del mondo.

### Critica
Sull'aggregatore di recensioni Rotten Tomatoes il film ha ricevuto il 54% delle recensioni professionali positive sulla base di 292 recensioni, con un voto di 5,4 su 10; mentre su Metacritic ha un punteggio di 44 su 100, su 43 recensioni. CinemaScore assegna al film una "B+" sulla base di una scala che va da A+ a F.
James Marsh del South China Morning Post assegna al film un punteggio di 3,5 su 5, scrivendo: "i fan della lunga serie di videogiochi Mortal Kombat hanno finalmente motivo di festeggiare"; mentre Alonso Duralde di TheWrap  scrive: "gli spettatori interessati all'azione delle arti marziali sono destinati a trovare un combattimento poco brillante, perché questo tende a essere soffocato dagli effetti digitali. È più probabile che a divertirsi con questo ultimo "Mortal Kombat" siano gli appassionati di Sam Raimi, che possono apprezzare gli esagerati geyser di sangue finto che il film scatena con crescente regolarità man mano che i combattimenti si fanno più seri".
Il sito Movieplayer.it assegna al film 2,5 stelle su 5, elogiando gli effetti visivi e e le scene d'azione, criticando però l'eccessiva serietà.

### Primati
Il 26 aprile 2021, Samba TV ha reso noto che 3,8 milioni di abbonati avevano guardato almeno i primi cinque minuti del film nei primi tre giorni dalla pubblicazione, facendo registrare un nuovo record per un titolo distribuito da HBO Max.

## Sequel
Il produttore del film Todd Garner in un'intervista rilasciata a Collider ha dichiarato che esiste la possibilità di fare un film incentrato sul personaggio di Johnny Cage. Taslim, l'interprete di Sub-Zero, ha rivelato di aver firmato un contratto che prevede la realizzazione di quattro film della serie, nel caso che il primo avesse avuto successo, mentre il regista Simon McQuoid ha affermato di essere disponibile a tornare per dirigere il sequel.
Il sequel Mortal Kombat II è stato annunciato ufficialmente il 26 gennaio 2022, il film verrà distribuito nelle sale cinematografiche il 24 ottobre 2025.